# 唐寅
唐寅（1470年3月6日—1524年1月7日），字伯虎，又字子畏，以字行，号六如居士、桃花庵主、逃禅仙吏、鲁国唐生等，直隸蘇州府吴县人，明代画家、文学家。吳中四才子之一。在畫史上又與沈周、文徵明、仇英合稱「明四家」或「吳門四家」。
唐寅作品以山水畫、人物画，以及百鳥朝鳳圖聞名于世，其创作的多幅春宫图也为他个人添加了“风流才子”的名声。民间有很多关于唐伯虎的传说，最為人熟悉的《唐伯虎点秋香》曾多次被改編成戲劇，以及拍成電視劇及電影，也宣传、加深了唐伯虎在民间的形象。

## 生平

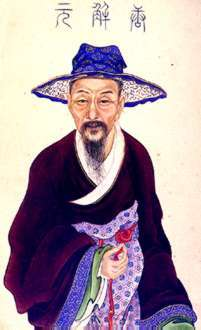
《中國古代人物像傳》之唐解元像

唐寅於成化六年二月初四日（1470年3月6日）出生於蘇州府吳縣吳趨里，父唐廣德，母丘氏。父唐廣德為在吳趨里開設食肆，家境只能算是小康。據唐寅寫給文徵明的信上說他自己年輕的時候：「居身屠酤，鼓刀滌血。」又說：「參雜輿隸屠販之中。」唐寅有一妹一弟，弟唐申，字子重，根據考證，可能與唐寅差六歲。
成化二十一年（1485年），十六歲的唐寅經初等考試後後即成為生員，但對求取功名一事並不熱衷。弘治元年（1488年）娶徐氏為妻，是徐廷瑞的次女。弘治七年（1494年）父親、妻子相繼在年底病逝。弘治八年（1495年）初母親、妹妹又相繼撒手。一下子痛失四位親人，只剩下他與他的弟弟唐申互相依持。
三年守喪之後，唐寅參加弘治十一年（1498年）戊午科應天（南京）鄉試，得第一名解元。因此在唐寅許多畫作中，可以見到「南京解元」的印章。此時唐寅聲名大噪，當年的應天主考官梁儲看了唐寅的文章，不禁說道：「士固有若是奇者耶？解元在是矣！」對唐寅才氣洋溢的行文相當稱讚，並引介給隔年會試主考官程敏政。而且在此之前，唐寅已經認識吳地大儒文林（文徵明父）、王鏊、吳寬、倪嶽等人，在文壇上相當受到大家的看重。
弘治十二年（1499年）己未科會試，唐寅與徐經（徐霞客高祖父）一同赴考。二月底，戶科給事中華㫤突然參奏，稱程敏政事先洩題給徐經、唐寅，要求暫緩放榜。明孝宗即要求當時一同會試的會試官李東陽覆查，李東陽回報稱程所挑中的試卷當中，沒有徐唐二人的卷子，華㫤即因有誣告之嫌，送錦衣衛鎮撫司查問。當時程敏政、徐經、唐寅都已經在獄中。
後工科都給事中林廷玉替華㫤辯解，說：「㫤雖言不當，不為身家計也。今所劾之官，晏然如故，而身先就獄。後若有事，誰復肯為言者？（雖然華㫤所說不對，但他並非爲謀求自己私利。現在他彈劾的官員毫不動搖，而他卻率先入獄。如果將來有事情發生，誰還願意站出來說話呢？）」兩邊各執一詞。孝宗命「三法司及錦衣衛廷鞫之」。徐經竟稱「敏政嘗受其金幣」，後又遭拷問，才坦承是誣指。然而仍將程敏政、徐經、唐寅三人治罪，程敏政為「臨財苟得，有玷文衡」，要他致仕。徐經、唐寅則是「夤緣求進」之罪折抵贖金，後被派發浙江充吏役，唐寅堅辭不就。
唐寅從此絕意仕途，後漫遊華中、江南諸山。弘治十八年（1505年），謀求建桃花庵別業，作《王氏澤福祠堂記》。正德四年（1509年），唐寅在蘇州城北的宋人章楶廢園址上築室桃花塢，創作大量優秀作品，其人物畫多描寫古今仕女生活和歷史故事。唐寅的畫作中有一印刻「江南第一風流才子」，虽然历代对此作品之真伪也颇多争议，但此名遂為後世流傳，稱之為「風流才子」、「風流畫家」等。
正德九年（1514年），於江西南昌，任寧王朱宸濠幕賓，唐寅在幕府，發現寧王圖謀造反，於是飲酒狎妓、裝瘋裸奔，逼得寧王放他回蘇州。
唐寅与嘉靖年间明朝富豪安国关系友好。嘉靖二年十二月初二日（1524年1月7日），唐寅逝世，享年五十四歲。身後安葬在桃花塢北，膝下僅遺一女，嫁予王寵之子。唐寅弟唐申以子唐紹宗（字兆民）過繼予唐寅。

## 家族
唐寅出生于世商家庭，父亲唐广德，经营一家唐记酒店。母丘氏 有一弟唐申 (字子重）及一妹。
- 第一任妻子徐氏，徐廷瑞次女。
- 第二任妻子沈氏，沈九娘。
- 沈氏有一女許王寵子。
- 嗣弟唐子重子唐紹宗（字兆民）為後。

## 成就

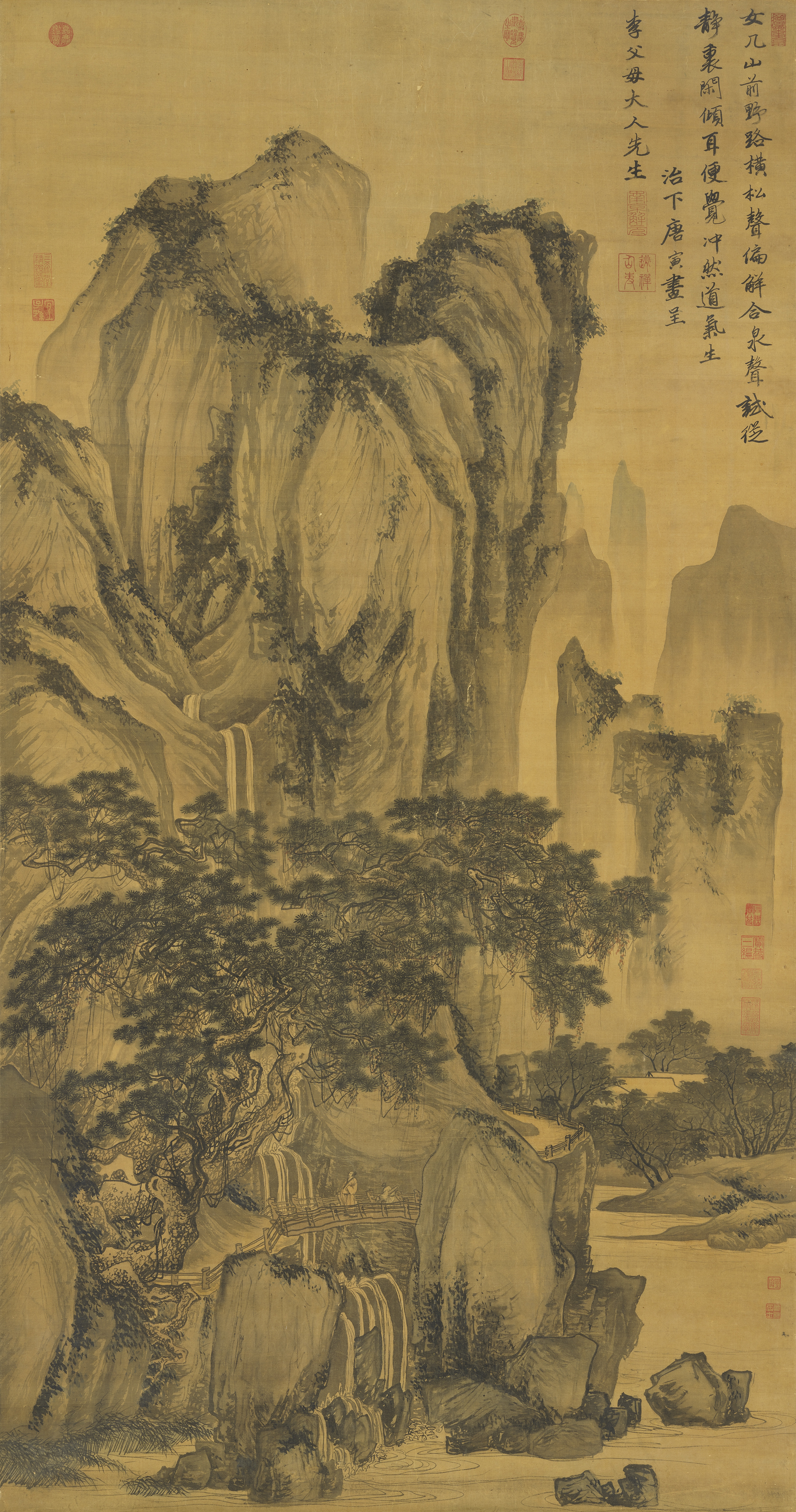
山路松聲圖

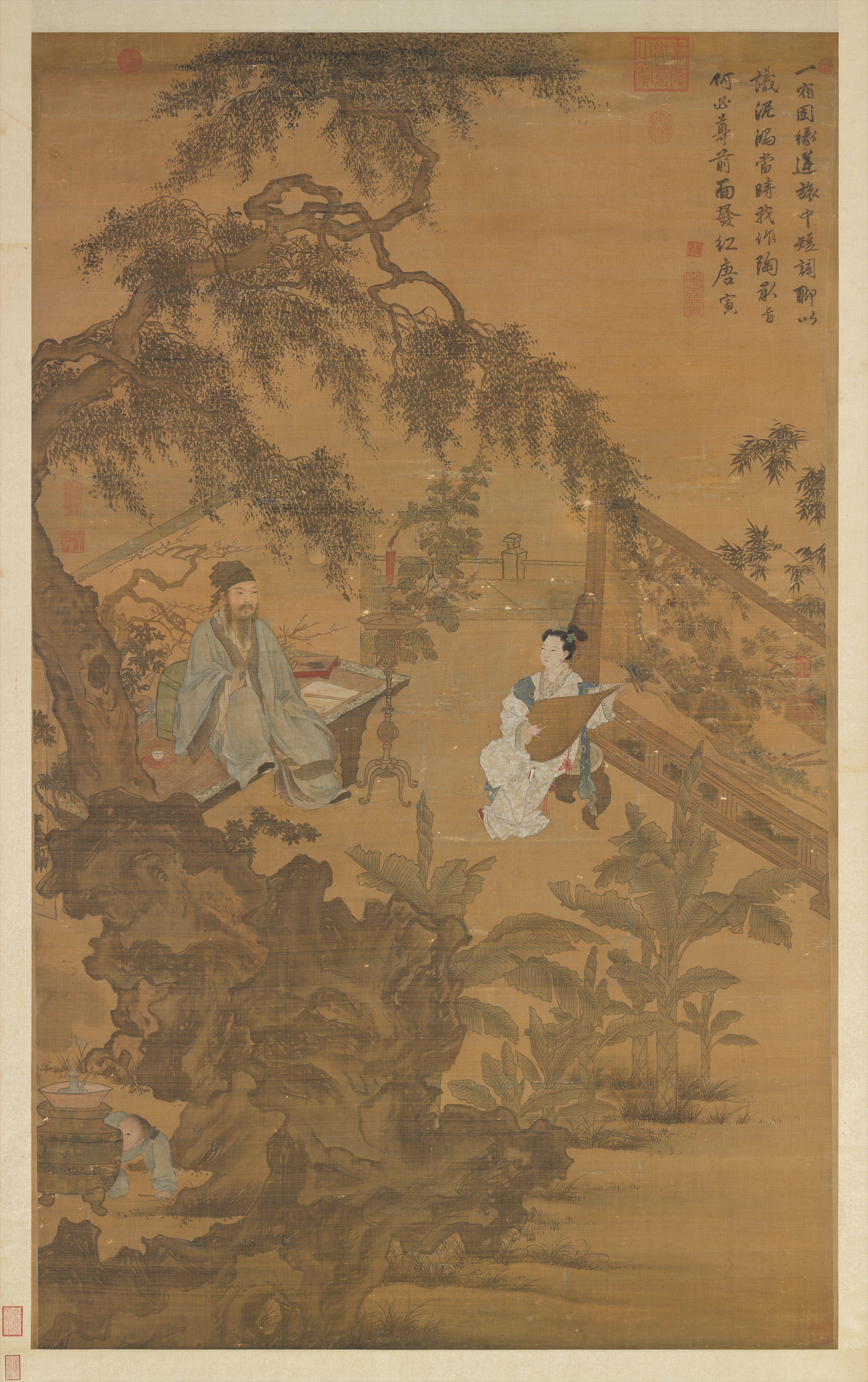
陶穀贈詞圖（局部）

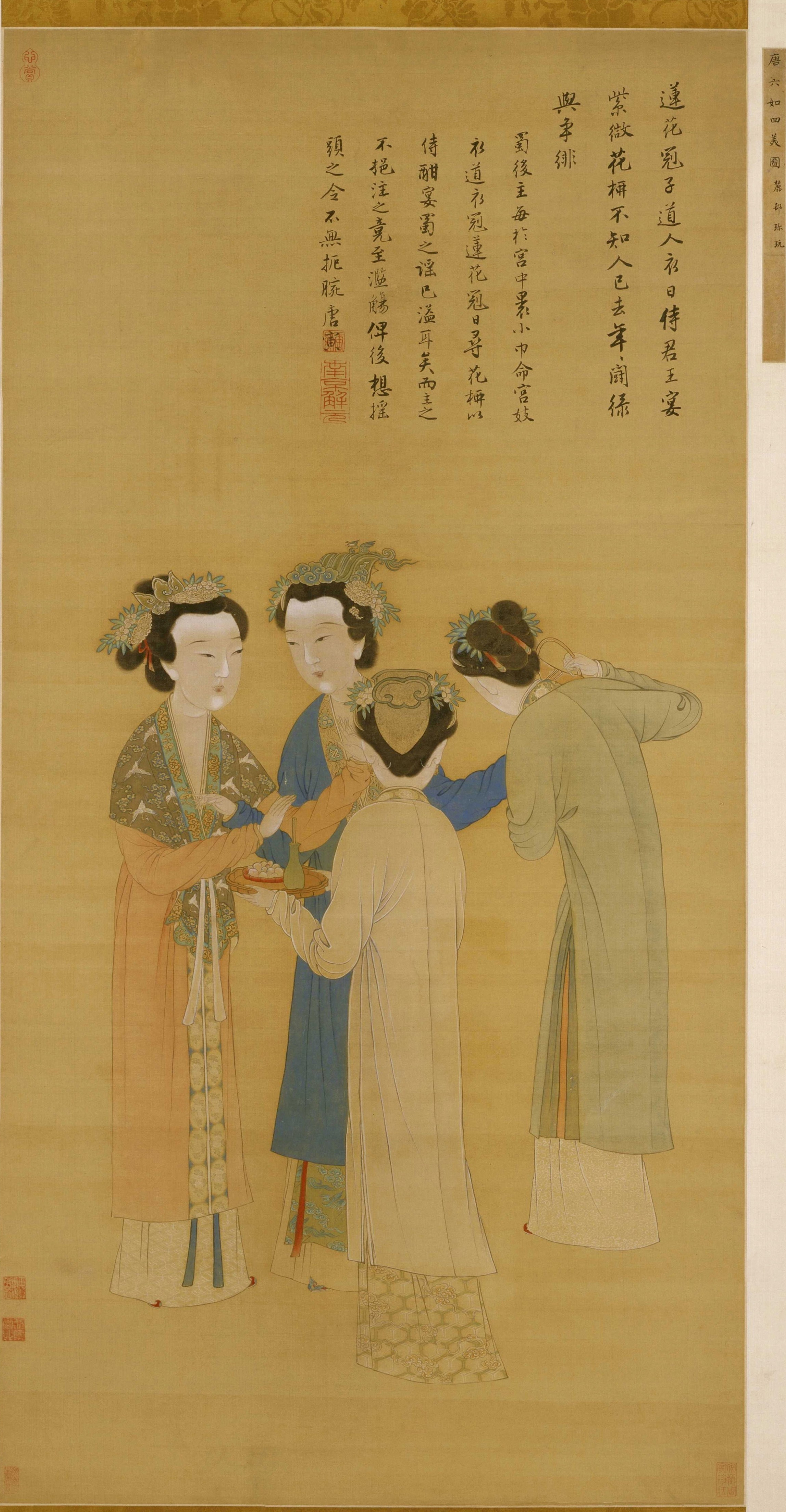
王蜀宫伎图

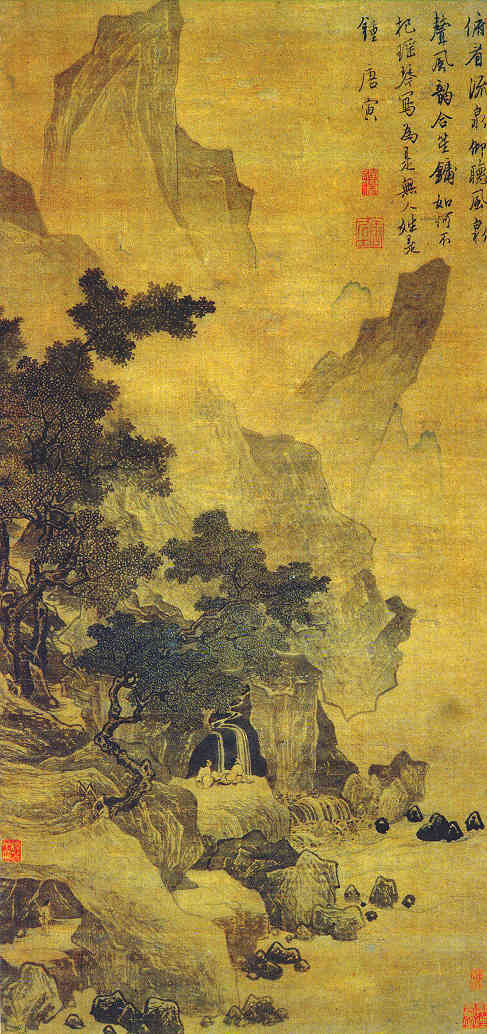
看泉听风图

據稱唐寅作畫時間甚早，而且無師自通。吳一鵬在《貞壽圖卷》上提款：「歲丙午，子畏年止十七，而山石樹枝如篆籀，人物衣褶如鐵絲。少詣如是，豈非天授！」早年唐寅可能也跟文徵明一樣，向沈周學畫。如王穉登在《吳郡丹青志》中的《沈周先生傳》裡寫：「一時名士，如唐寅文壁（徵明）之流，咸出龍門，往往致於風雲之表。」但如今所看到唐寅的畫作中，有沈周影響的風格很少，可能早年作品亦多不存，所以難以知道。
唐寅較為人所理解的，是拜畫家周臣為師。研究認為他也許是在洩題案之後，才開始向周臣請益。由於周臣的畫風遠摹南宋畫家李唐、劉松年，所以唐寅的作品也多被人認為有李劉風格。美術史對唐寅山水畫的討論中有周臣代筆的問題，目前仍沒有比較清晰的理解。唐寅的作品以山水畫、人物畫出名，亦有花鳥竹石的作品存世。一般而言，都將唐寅的繪畫風格分做三期，但由於許多有紀年的作品多集中在唐寅的晚年，早年的風格分期便有許多爭議。唐寅書法亦好，早年的書風比較靠近顏真卿，後來比較接近李邕、趙孟頫。
自明末以來，在討論唐寅作品，均把他分到吳派，並與沈周、文徵明、仇英等畫家並稱「吳門四家」，或稱「明四家」。但唐寅的畫風與沈周、文徵明並不相同，而嚴格來說，也不能將唐寅的風格逕歸為吳派。因為相較於一般吳派多追隨元四家的畫風，唐寅作品裡元四家的影響相當的少，反而有比較多南宋院畫家的影子。但多數的人，都稱唐寅是揉合「南」、「北」的重要畫家。

### 詩作
唐寅詩風相當特別，據說他早年曾下過苦工在鑽研《昭明文選》，因此早年作品多很工整妍麗，很接近六朝清淡的氣息。被誣洩題案以後的詩作，多有感自己的處境，寫起來情意真摯，自然流露，雖然在字句上不見得推敲的很精鍊，但可以感覺到唐寅信手拈來的才氣。
他的詩作，有《百忍歌》、《上吴天官书》、《江南四季歌》、《桃花庵歌》、《一年歌》、《闲中歌》等。

### 畫作
山水畫
- 《山路松聲圖》，國立故宮博物院藏
- 《江南农事图》，國立故宮博物院藏
- 《雙松飛瀑圖》，國立故宮博物院藏
- 《金閶別意圖》，國立故宮博物院藏
- 《函關雪霽圖》，國立故宮博物院藏
- 《西洲話舊圖》，國立故宮博物院藏
- 《溪山漁隱圖》，國立故宮博物院藏
- 《洞庭黃茅渚圖》，上海博物館藏
- 《抱琴歸去圖》，香港藝術館藏
- 《桃花庵》，香港藝術館藏
- 《山水八段捲》，大都會博物館藏
- 《夢仙草堂圖》，佛利爾美術館藏
- 《狂風驟雨圖》，京都國立博物館藏

人物畫
- 《班姬團扇图》，國立故宮博物院藏
- 《王蜀宫伎图》，北京故宮博物院藏
- 《嫦娥圖》，大都會博物館藏
- 《李端端乞詩圖》，南京博物院藏
- 《仿唐人仕女圖》，國立故宮博物院藏
- 《陶榖贈詞圖》，國立故宮博物院藏

花鳥畫
- 《枯槎鸜鵒圖》

## 代表作
正德四年（1509年），唐寅築室桃花塢，自號桃花庵主，並作一首七言古詩《桃花庵歌》
|  | 桃花塢裡桃花庵，桃花庵下桃花仙。 桃花仙人種桃樹，又摘桃花賣酒錢。 酒醒只在花前坐，酒醉還來花下眠。 半醒半醉日復日，花落花開年復年。 但願老死花酒間，不願鞠躬車馬前。 車塵馬足富者趣，酒盞花枝貧者緣。 若將富貴比貧賤，一在平地一在天。 若將貧賤比車馬，他得驅馳我得閒。 別人笑我忒疯癫，我笑他人看不穿。 不見五陵豪傑墓，無花無酒鋤作田。 |

嘉靖二年（1524年），唐寅逝世，臨終作一首《臨終詩》
|  | 生在陽間有散場，死歸地府也何妨？ 陽間地府俱相似，只當漂流在異鄉。 |

《言志》
|  | 不鍊金丹不坐禪，不為商賈不耕田。 閒來寫就青山賣，不使人間造孽錢！ |

《一剪梅·雨打梨花深闭门》
|  | 雨打梨花深闭门，忘了青春，误了青春。 赏心乐事共谁论？花下销魂，月下销魂。 愁聚眉峰尽日颦，千点啼痕，万点啼痕。 晓看天色暮看云，行也思君，坐也思君。 |

## 民間傳說及文學中的唐寅
唐寅娶的並非秋香，亦無所謂「點秋香」的軼事。根據考證，唐寅一生共有三位妻子，十九歲時娶徐氏，是徐廷瑞的次女，但在他大約廿四歲的時候病逝。後來可能又有娶一女，但碰到科舉弊案的牽累而遭去。後娶沈氏，或名「九娘」，一傳十、十傳百之下變成唐伯虎娶了九個妻妾。
而九娘根本不是華府的俏婢女，而是南京一名頗有名氣的青樓妓女，命途坎坷。然而明末文學大家馮夢龍所著小說《警世通言》中第二十六卷《唐解元一笑姻緣》說及唐寅曾為街上婢女對其一笑，而追隨至一大户人家倭身為僕，後來被發現，將婢女賜予唐寅，該婢女就名秋香。

## 影視形象

### 粵劇
- 1956年：《唐伯虎點秋香》（仙鳳鳴劇團）　任劍輝飾 唐伯虎，白雪仙飾 秋香

### 電影
- 1937年：《唐伯虎點秋香（三笑姻緣）》（香港南洋影片公司）　鄺山笑飾 唐伯虎，梁雪霏飾 秋香
- 1953年：《新唐伯虎與秋香》　何非凡飾 唐伯虎，芳艷芬飾 秋香
- 1954年：《唐伯虎點秋香》（香港鴻福影片公司）　司馬祿郎飾 唐伯虎，鄭碧影飾 秋香
- 1956年：《唐伯虎與秋香》（香港光華影片公司）　劉琦飾 唐伯虎，葛蘭飾 秋香
- 1957年：《唐伯虎點秋香》（香港立達影業公司）　任劍輝飾 唐伯虎，白雪仙飾 秋香
- 1958年：《唐伯虎點秋香》（香港龍華公司）　蕭鳴飾 唐伯虎，石黛飾 秋香
- 1964年：《三笑》（香港長城電影製片有限公司）　向群飾 唐伯虎，陳思思飾 秋香
- 1969年：《三笑》（香港邵氏兄弟（香港）有限公司)　凌波飾 唐伯虎，李菁飾 秋香
- 1975年：《三笑姻緣》龍劍笙飾 唐伯虎，梅雪詩飾 秋香
- 1977年：《风流伯虎荡秋香》　华伦飾 唐伯虎
- 1993年：《唐伯虎点秋香》　周星馳飾 唐伯虎，鞏俐飾 秋香
- 2010年：《三笑之才子佳人》　郭德纲飾 唐伯虎，姚笛飾 秋香
- 2011年：《唐伯虎点秋香2之四大才子》　黃曉明飾唐伯虎，張靜初飾 秋香

### 電視
- 1976年：《民間傳奇之三笑》（香港無綫電視）　鄭少秋飾 唐伯虎，呂有慧飾 秋香
- 1983年：《唐伯虎三戲秋香》（香港亞洲電視）　劉緯民飾 唐伯虎，余安安飾 秋香
- 1984年：《風流才子唐伯虎》　楊麗花飾 唐伯虎，許秀年飾 秋香
- 1989年：中視歌仔戲《江南四才子》　黃香蓮飾 唐伯虎，廖麗君飾 秋香
- 1992年：《伯虎為卿狂》（香港亞洲電視）　孫興飾 唐伯虎，伍詠薇飾 秋香
- 1998年：《唐伯虎》又名《风流才子唐伯虎》　蔡国庆饰 唐伯虎，茹萍饰 秋香
- 2000年：《金裝四大才子》（香港無綫電視）　張家輝飾 唐伯虎，關詠荷飾 秋香
- 台視 連續劇《唐伯虎點秋香》　蘇炳憲飾 唐伯虎
- 2002年：《風流少年唐伯虎》　黃曉明飾 唐伯虎，鄭家榆飾 秋香
- 2010年：《秋香怒點唐伯虎》（香港無綫電視）　陳豪飾 唐伯虎，胡杏兒飾 秋香
- 2014年：《江南四大才子》（浙江卫视）　刘恺威饰 唐伯虎，张俪饰 秋香

### 舞台劇
- 2011年：《江南第一風流才子》　黃香蓮飾 唐伯虎，陳鳳桂飾 秋香

## 參看
- 明朝解元列表

## 外部連結
- 唐寅的画
- 唐子畏墓誌并銘（页面存档备份，存于）

|                                | 明四家 又称：吴门四家、吴门 四杰、天门四杰 |
| 沈周 \| 文征明 \| 唐寅 \| 仇英 |                                            |